# 최항용
최항용은 대한민국의 텔레비전 드라마 연출감독이자, 대한민국의 영화 감독이다.

## 드라마
- 2021년 12월 24일 《고요의 바다》(연출)

## 영화
- 2014년 영화 《고요의 바다》(감독 & 각본)